# Elaphoglossum bryogenes
Elaphoglossum bryogenes är en träjonväxtart som beskrevs av John T. Mickel. Elaphoglossum bryogenes ingår i släktet Elaphoglossum och familjen Dryopteridaceae. Inga underarter finns listade.